# Predestynarianizm
Predestynarianizm – doktryna chrześcijańska akceptowana przede wszystkim przez niektóre Kościoły reformowane, zgodnie z którą człowiek nie osiąga zbawienia w związku z podejmowanymi przez niego decyzjami, ale poprzez suwerenną decyzję Boga (zob. predestynacja).
Kościół katolicki i arminiańskie Kościoły protestanckie nie akceptują predestynacji, głównie rozumianej jako tzw. "predestynacja podwójna".